# Martin Drent
Martin Drent (Groningen, 31 maart 1970) is een Nederlands voormalig profvoetballer en voetbaltrainer. Daarnaast is hij presentator.
Drent speelde als spits bij FC Groningen, BV Veendam en FC Emmen.
Drent begon zijn loopbaan bij de amateurs van Hellas VC en GVAV-Rapiditas. In het seizoen 1990/91 kwam hij als amateur bij FC Groningen. Twee seizoenen later ging hij naar BV Veendam en een jaar later naar BVO Emmen. Bij deze laatste club bleef Drent zes seizoenen, voordat hij terugkeerde naar FC Groningen. In 1999/2000 zorgden zijn 22 goals er mede voor dat Groningen promoveerde naar de Eredivisie.
De populariteit van de kopsterke speler kende nauwelijks grenzen in Groningen; hij groeide uit tot een ware cultheld. Naarmate hij ouder werd, werd Drent meer en meer als pinch-hitter en stormram gebruikt en stond hij minder in de basis. In de zomer van 2005 ging hij daarom terug naar Veendam. Het stond al vast dat het seizoen 2006/2007 zijn laatste zou worden en een paar wedstrijden voor het einde van de competitie raakte hij geblesseerd, waardoor het erop leek dat aan zijn spelersloopbaan een abrupt einde was gekomen. Drent herstelde sneller dan verwacht en scoorde in de eerste wedstrijd in de play-offs tegen Go Ahead Eagles in een invalbeurt van zes minuten twee keer voor Veendam.
Drent was met ingang van het seizoen 2007/2008 trainer van de Groninger studentenvoetbalvereniging GSAVV Forward. Met Forward promoveerde hij in het seizoen 2008/2009 naar de tweede klasse. 
Martin Drent was regelmatig te zien op RTV Noord als presentator van het programma "Mijn Club", waarin hij onder andere spelers en trainers van BV Veendam en FC Groningen opzocht. Ook presenteerde hij als stand-in enkele afleveringen van de dorpendocumentaire "Dam Op" bij RTV Noord. In oktober 2009 werd bekend dat Drent naar zondag eersteklasser SC Gronitas zou gaan.
Vanaf 8 juni 2007 was Drent commercieel directeur van BV Veendam. Daar vertrok hij in september 2010. Op 6 februari 2011 maakte hij zijn debuut voor amateurclub DZOH, waarmee hij dat jaar kampioen van de derde klasse werd. Vanaf het seizoen 2011/2012 speelde hij voor VV Nieuw Buinen. Met Nieuw Buinen werd hij kampioen in de eerste klasse. Eind februari 2013 keerde hij terug bij FC Emmen, maar dan als assistent-coach. Hij assisteerde Joop Gall. Tevens was hij trainer van toenmalig tweedeklasser Rolder Boys. FC Emmen brak met hem in de zomer van 2014. Ook het contract met Rolder Boys werd ontbonden. Daarna werd hij trainer bij DZOH in zijn woonplaats Emmen. Sinds seizoen 2019/2020 is Drent trainer bij de Drentse eersteklasser GOMOS uit Norg, waarmee hij in zijn eerste vanwege Covid-19 niet beëindigde seizoen op een negende plek eindigde.

## Carrière als speler betaald voetbal
| Periode     | Club         | Wedstrijden | Goals | Opmerkingen                                   |
| ----------- | ------------ | ----------- | ----- | --------------------------------------------- |
| 1990 - 1992 | FC Groningen | 10          | 2     |                                               |
| 1992 - 1993 | BV Veendam   | 23          | 6     |                                               |
| 1993 - 1999 | Emmen        | 166         | 45    |                                               |
| 1999 - 2005 | FC Groningen | 164         | 48    | Promotie naar eredivisie in seizoen 1999/2000 |
| 2005 - 2007 | BV Veendam   | 45          | 9     |                                               |
| Totaal      |              | 408         | 110   |                                               |

## Carrière als trainer
| Periode      | Club           | Functie           | Opmerkingen             |
| ------------ | -------------- | ----------------- | ----------------------- |
| 2006 - 2007  | BV Veendam     | Jeugdtrainer      |                         |
| 2007 - 2010  | GSAVV Forward  | Hoofdtrainer      | Promotie in 2008/2009   |
| 2010 - 2011  | SC Gronitas    | Assistent-trainer |                         |
| 2011 - 2012  | SV Mussel      | Hoofdtrainer      | Degradatie in 2011/2012 |
| 2012 - 2014  | VV Rolder Boys | Hoofdtrainer      | Promotie in 2013/2014   |
| 2013 - 2014  | FC Emmen       | Assistent-trainer |                         |
| 2014 - 2015  | Rohda Raalte   | Hoofdtrainer      |                         |
| 2016 - 2019  | DZOH           | Hoofdtrainer      |                         |
| 2019 - 2023  | GOMOS          | Hoofdtrainer      |                         |
| 2023 - heden | VV Dalen       |                   |                         |